# Рідне (Охтирський район)
Рі́дне (до 2016 — Воровське) — село в Україні, у Кириківській селищній громаді Охтирського району Сумської області. Населення становить 139 осіб. Колишній орган місцевого самоврядування — Вищевеселівська сільська рада.

## Географія
Село Рідне розташоване на одному із витоків річки Весела, нижче за течією на відстані 2.5 км розташоване село Вищевеселе. На відстані 1.5 км розташоване село Ходунаївка (Богодухівський район).
Поруч пролягає автомобільний шлях Т 2106.

## Історія
Село постраждало внаслідок геноциду українського народу, проведеного урядом СРСР 1932–1933 та 1946–1947 роках.
19 травня 2016 року Верховна Рада підтримала перейменування села Воровське на Рідне в рамках декомунізації. 3 червня 2016 року перейменування набуло чинності.
Після ліквідації Великописарівського району 19 липня 2020 року село увійшло до Охтирського району.